# Балтийское городское поселение
Городское поселение «Город Балтийск» — упразднённое муниципальное образование в составе Балтийского муниципального района Калининградской области в 2008—2018 годах. Административным центром являлся город Балтийск.

## География
В состав поселения входит участок Балтийской косы до границы с Польшей. В территорию Балтийского городского поселения входит остров Насыпной, расположенный в Калининградском заливе Балтийского моря.
Через территорию поселения проходит железная дорога Балтийск—Калининград, железная дорога Балтийск — Светлогорск, которая в настоящее время не используется, а также автомобильные дороги Балтийск—Калининград и Балтийск—Светлогорск.

## История
Поселение образовано 3 июля 2008 года в соответствии с законом Калининградской области № 274, в его состав вошёл город Балтийск и 2 населённых пункта, подчинённых администрации.
Законом Калинградской области от 31 мая 2018 года № 176 «Об объединении поселений, входящих в состав муниципального образования „Балтийский муниципальный район“, и организации местного самоуправления на объединенной территории» упразднено.

## Состав городского поселения
В состав городского поселения входят 3 населённых пункта
- Балтийск (город, административный центр) — 27 032[4]
- Береговое (посёлок) — 13[5]
- Лунино (посёлок) — 492[5]

## Население
| 2002    | 2010    | 2012    | 2013    | 2014    | 2015    | 2016    |
| ------- | ------- | ------- | ------- | ------- | ------- | ------- |
| 36 216  | ↘33 202 | ↗33 407 | ↘33 271 | ↗33 412 | ↗33 586 | ↗33 706 |
| 2017    |         |         |         |         |         |         |
| ↘33 659 |         |         |         |         |         |         |

Основную часть населения поселения составляют жители Балтийска.

## Достопримечательности
- Крест святого Адальберта, установленный в 1997 году, в год 1000-летия гибели христианского проповедника Святого Адальберта
- руины древнего рыцарского замка Лохштедт (XIII век)
- фортификационные сооружения (XVII—XIX) на территории города и Балтийской косы
- памятник Готхильду Хагену (1877), строителю молов гавани Пиллау на Русской дамбе
- братская могила советских воинов, погибших при штурме Пиллау
- русская дамба
- городище «Лунино» (железный век)
- вал Балтийск—Мечниково (II век до нашей эры)
- могильник грунтовый «Лунино»
- здания Кафедрального Свято-Георгиевского морского собора и музея ДКБФ (1903)
- маяк (1813—1816)
- памятник Петру I (1998 г.)
- шведская крепость Форт «Пиллау»
- приходская кирха (1866)
- женский монастырь (середина XIX века)
- ансамбль зданий штаба немецкого флота (начало XX века)
- мужская гимназия (XIX век)
- ратуша (XIX век)